# Литвинович, Марина Алексеевна
Мари́на Алексе́евна Литвино́вич (род. 19 сентября 1974, Москва) — российский политик, политтехнолог, политолог, журналистка и правозащитница.

## Биография
Родилась 19 сентября 1974 года в Москве в семье инженеров-конструкторов Алексея Георгиевича Литвиновича и Наталии Владиславовны Литвинович. Внучка конструктора авиационных двигателей Георгия Литвиновича и Елены Шумиловой, солистки Государственного Академического Большого театра, заслуженной артистки РСФСР.
С 1992 года училась и в 1998 году окончила философский факультет Московского государственного университета им. Ломоносова по специальности «Философия и методология науки». С 1995 года училась и в 1997 году окончила Французский университетский колледж по специальности «Социология». В 1999—2000 годах училась в аспирантуре МГУ по специальности «Политолог», однако не окончила обучение.
В мае 1996 года начала работу в Фонде эффективной политики. Занимала должность директора ООО «Фонд эффективной политики» по новым проектам. Основным направлением деятельности Литвинович стал Интернет. В 1997 году вместе с Дмитрием Ивановым и Глебом Павловским создавала «Русский журнал».
Возглавила разработку официального и личного сайтов первого вице-премьера Правительства РФ Бориса Немцова. После завершения работы сайт стал первым в России политсервером. Участвовала в избирательной кампании по выборам премьер-министра Израиля 1999 года. Был создан сервер израильского общественного объединения репатриантов из стран СССР-СНГ «Мы — за Барака!». Эхуд Барак, на которого работала Литвинович, победил на выборах.
В 1999 году участвовала в создании сайтов Сергея Кириенко, Интернет-Парламента, сайтов «Выборы-1999» и «ВВП.ру», «Выборы-2000», «Примаков.Nu», двойника официального сайта Юрия Лужкова, сайта Владимира Путина (как кандидата в президенты РФ), ряда политических спецпроектов в период выборов 1999—2000 годов. На выборах мэра Москвы 1999 года принимала участие в избирательной кампании кандидата Сергея Кириенко. Преподавала в Высшей школе экономики. Читала лекции по интернет-бизнесу для студентов 2—4 курсов.
В 2000 году Марина Литвинович заняла второе место в номинации «Человек года» на сетевом конкурсе проводимом под эгидой Интернет-академии — РОТОР 2000 (первое место занял Максим Кононенко).
Участвовала в разработке концепции проектов «Газета.ру», «СМИ.ру», «Вести.ру», «Украина.ру», «ИноСМИ.ру», а также ряда предвыборных проектов на выборах Верховной рады на Украине. Основатель «Российского медиа-центра» в Киеве.
С 2000 по 2002 год — генеральный директор и шеф-редактор сетевого информационного проекта «Страна.ру». В это же время принимала участие в избирательной кампании по выборам в Верховную раду Украины.
В 2001 году вошла в состав жюри конкурса на лучшую концепцию и дизайн официального сайта президента РФ.
В декабре 2002 года Марина Литвинович увольняется из Фонда эффективной политики.
С января 2003 года работает в федеральном штабе партии «Союз правых сил» во время выборной кампании в Государственную думу. Литвинович занимает должность заместителя руководителя избирательного штаба. Но уже в сентябре 2003 года Марина Литвинович покидает должность из-за разногласий.
В сентябре-октябре 2003 года работала политическим советником Михаила Ходорковского, вместе с которым совершила поездки по восьми регионам России. Литвинович работала с Ходорковским вплоть до дня его ареста 25 октября 2003 года. Осенью-зимой 2003 года Литвинович работала директором проектов в фонде «Открытая Россия», учрежденном совладельцами «ЮКОС» Михаилом Ходорковским и Леонидом Невзлиным.
В январе 2004 года возглавила избирательный штаб кандидата на пост президента России Ирины Хакамады. После окончания избирательной кампании Литвинович вошла в оргкомитет партии «Свободная Россия», которую создавала Ирина Хакамада. В феврале заняла седьмое место в Топ-10 политтехнологов России по версии газеты «Известия». Летом Литвинович стала одним из координаторов группы «Комитет 2008: Свободный выбор».
С февраля 2005 года — политический советник Гарри Каспарова, член Федерального совета Объединённого гражданского фронта. Первое политическое выступление Литвинович состоялось 15 июля на митинге в защиту прав жителей города Находка. В июле 2005 года создала сайт «Правда Беслана» и стала его главным редактором для того, чтобы собрать весь фактический материал, связанный с террористическим актом в Беслане, произошедшим 1—3 сентября 2004 года. Начала вести кампанию в поддержку пострадавших, выступила организатором нескольких митингов по этой теме. Становится директором Фонда помощи жертвам террора.
В ноябре 2005 года возглавила предвыборный штаб сатирика и телеведущего Виктора Шендеровича, баллотировавшегося на дополнительных выборах в Госдуму РФ по 201-му Университетскому округу Москвы. 4 декабря 2005 года Виктор Шендерович проиграл кандидату от «Единой России» кинорежиссёру Станиславу Говорухину (17 и 39 %, соответственно). С конца 2005 года начала заниматься правозащитной и политической деятельностью.
В 2006 году Литвинович заняла 4-е место в рейтинге Топ-50 молодых политиков по версии газеты «Re:Акция».
28 января 2006 года инициировала и провела «собрание неравнодушных граждан» возле Министерства обороны РФ по поводу ситуации с солдатом Андреем Сычёвым, за что была подвергнута административному наказанию — штрафу. 23 февраля того же года на том же месте провела согласованный митинг в поддержку Сычёва.
20 марта 2006 года вечером недалеко от офиса ОГФ подверглась нападению и избиению, произошедшее связывала со своим расследованием теракта в Беслане.
С весны 2006 года занимается расследованием случаев массового отравления чеченских и ингушских детей неизвестным веществом.
В 2006—2008 годах — член исполкома коалиции «Другая Россия». Литвинович принимает активное участие в организации и проведении «Маршей несогласных».
В 2007 году Марина Литвинович представляла Россию в жюри конкурса «Best of the Blogs-2006», организованного «Немецкой волной», итоги конкурса подводили в Берлине. Литвинович вошла в список Топ-20 лучших политтехнологов России по версии «Общей газеты.ру». В списке она заняла 15-е место.
В декабре 2008 года Марина Литвинович назначена на пост исполнительного директора Объединённого гражданского фронта (ОГФ), заменив на этой должности Дениса Билунова. В этом статусе участвовала в создании и проведении первых акций в защиту свободы собраний «Стратегия-31» на Триумфальной площади в Москве.
23 октября 2009 года Литвинович была снята с должности исполнительного директора ОГФ. За снятие Литвинович с должности проголосовали большинство членов бюро федерального совета ОГФ. Два человека высказались против её отставки, ещё один человек воздержался. Поводом для снятия с должности стала опубликованная 20 октября 2009 года статья «Большинство перемен», в которой Литвинович призвала оппозицию «не застревать в конфронтационной риторике и маргинальщине». Лидер ОГФ Гарри Каспаров назвал эту статью «попыткой заставить оппозицию сотрудничать с Медведевым».
1 июня 2010 года Литвинович запустила агрегатор блогов «BestToday» и стала его главным редактором. В этом же году участвовала в разработке и реализации концепции общественной кампании «Сахаровское движение» по созданию современного музея в квартире академика А. Д. Сахарова.
В 2014 году в качестве политтехнолога сотрудничала с Гражданской платформой, в дальнейшем работала на Партию Роста на муниципальных и парламентских выборах.
В октябре 2017 года во время выборов президента России вошла в предвыборный штаб кандидата в президенты Ксении Собчак. Занималась сбором и анализом запросов и требований, а также взаимодействием с общественными движениями и активистами.
В июне 2019 года была организатором акции в поддержку журналиста Ивана Голунова, арестованного по обвинению в покушении на сбыт наркотиков в крупном размере.
С 2019 по 2021 год была членом московской общественной наблюдательной комиссии (ОНК). За время работы была самым активным её членом по посещаемости мест принудительного содержания. Среди тех, кого Марина Литвинович посещала, были экс-губернатор Хабаровского края Сергей Фургал, бизнесмен Борис Шпигель, журналист Иван Сафронов, блогер Андрей Пыж и другие.
Летом 2020 года Марина Литвинович, а также муниципальные депутаты Юлия Галямина, Илья Азар и политик Дмитрий Гудков выступили организаторами кампании «Нет!» за голосование против внесения поправок в Конституцию РФ. В их обращении в ЦИК говорится: «Единственная реальная цель „голосования“, которое будет длиться целую неделю с 25 июня по 1 июля, — придать легитимность незаконному обнулению президентских сроков Путина. В этой ситуации все, кого волнует будущее России, не должны оставаться в стороне».
Сбор подписей проходил 15 июля 2020 года на Пушкинской площади. Московские власти не согласовали мероприятие, но люди всё равно собрались. Полиция задержала 147 человек, в том числе Марину Литвинович. Позже Люблинский суд Москвы оштрафовал правозащитницу на 150 тысяч рублей.
6 апреля 2021 года была исключена из ОНК Москвы за разглашение в интервью на телеканале «Дождь» данных следствия, которое велось в отношении юриста ФБК Любови Соболь. Литвинович посетила Соболь в СИЗО на Петровке в декабре 2020 года. Тогда Соболь рассказала Литвинович, что у неё забрали защитную маску, обувь и в нарушение требований УПК РФ устроили ей ночной допрос.
В ноябре суд признал законным лишение Литвинович статуса члена ОНК Москвы.
В 2021 году была выдвинута партией «Яблоко» кандидатом в депутаты на выборах в Государственную думу. Не была поддержана «Умным голосованием», которое призвало избирателей голосовать за сотрудницу «Городских проектов» Анастасию Брюханову (до этого Максим Кац пытался добиться от Литвинович снятия её кандидатуры, о чём якобы были договорённости с «Яблоком»). В результате выборов заняла 4-е место, набрав 7,6 % голосов. Победителем выборов была объявлена Галина Хованская, набравшая 28,7 % голосов. Второе место заняла Анастасия Брюханова с 23,3 %.
Приняла участие в организованном Валерием Рашкиным митинге КПРФ на Пушкинской площади ночью 20 сентября, куда пришла, по собственным словам, поддержать Михаила Лобанова и Анастасию Удальцову, проигравших выборы в своих округах, по их мнению, из-за фальсификаций с дистанционным электронным голосованием.
24 февраля 2022 года выступила против вторжения Вооружённых сил России на Украину.
31 мая 2024 года объявлена Минюстом РФ иностранным агентом.

## Личная жизнь
Имеет трёх сыновей: Савву (2001), Захара (2008) и Михаила (2012). Отцом старшего сына является дизайнер Артемий Лебедев.

## Книги
- Литвинович М. А. Власть семей. 20 кланов, контролирующих экономику России. — Москва: Эксмо, 2012. — 288 с. — (Реальная Россия). — ISBN 978-5-699-54120-1.